# Хайнрих фон Велтхайм-Хорнебург
Хайнрих (VIII) фон Велтхайм (на немски: Heinrich (VIII) von Veltheim, auf Horneburg; † сл. 1490) от род фон Велтхайм е господар в Хорнебург в региона на Хамбург.
Той е син на Готшалк фон Велтхайм (* ок. 1430; † 1482 – 1487) и съпругата му Доротея (Маргарета) фон Маренхолц (* ок. 1425), дъщеря на Корд фон Маренхолц († сл. 1467) и София фон Гущед (* ок. 1396). Внук е на Хайнрих фон Велтхайм († 1458) и София фон Крам. Потомък е на Аделгот фон Велтхайм († 1029) и на Валтер фон Щойслинген.
Брат е на Курт фон Велтхайм († 1545), господар в Харбке.

## Фамилия
Хайнрих VIII фон Велтхайм се жени за графиня София фон дер Шуленбург (* ок. 1458), вдовица на Ханс фон Ещорф, дъщеря на граф Матиас I фон дер Шуленбург († 1477) и Анна фон Алвенслебен († пр. 1481), дъщеря на Лудолф III фон Алвенслебен († сл. 1437). Те имат три сина:
- Матиас фон Велтхайм († 14 август 1549, погребан в Халберщат), женен за Илзе фон Бек; родители на:
  - София фон Велтхайм († 15 май 1558, Халберщат), омъжена за Йоахим II фон дер Шуленбург „Богатия“ (* 19 септември 1522; † 19 септември 1594)
- Хайнрих фон Велтхайм († 1541), женен за София фон Берге; родители на:
  - Хайнрих фон Велтхайм († 16 юни 1577), женен за Елизабет фон Велтхайм († 1605), дъщеря на Левин фон Велтхайм († сл. 1568) и Катарина фон Крумензее
  - Катарина фон Велтхайм, омъжена февруари 1619 г. за Лотар Ернст фон Хаке (1592 – 1639)
  - Анна фон Велтхайм († 28 август 1576, Адерщет), омъжена за Ахац фон Велтхайм (* ок. 1513; † 12 ноември 1558), син на чичо ѝ Курт фон Велтхайм († 1545) и Илзе фон Оперсхаузен
  - Йобст фон Велтхайм († 1554, Залцведел), женен за Анна фон Оберг
- Лудвиг II фон Велтхайм († сл. 1530), женен за Саломе фон Бартенслебен († пр. 15 февруари 1512); родители на:
  - Левин фон Велтхеим 'Дългия', женен за Шенк